# Cratérope à bec fin
Argya longirostris
Espèce
Statut de conservation UICN

 VU A2c+3c+4c : Vulnérable
Le Cratérope à bec fin (Argya longirostris) est une espèce de passereau de la famille des Leiothrichidae.

## Répartition
Cet oiseau trouve en Inde, au Népal et peut-être en Birmanie.

## Habitat
Il habite les prairies en plaine saisonnièrement humides ou inondées des régions tropicales et subtropicales.
Il est menacé par la perte de son habitat.